# 에콜로그 아레나
에콜로그 아레나(마케도니아어: Градски стадион Тетово)는 북마케도니아 테토보에 위치한 다목적 경기장이다. 현재 주로 축구 경기장으로 이용되며 KF 슈켄디야의 홈구장으로 사용된다. 수용 인원은 15,000명이다.